# Seznam nosilcev medalje za hrabrost (Slovenska vojska)
Seznam nosilcev medalje za hrabrost.

## Seznam
(datum podelitve - ime)
- 26. december 1991 - Andrej Beljan - Milan Bolkovič  - Stojan Bračič - Jernej Bračko - Vinko Čančer - Anton Čepin - Vojko Damjan - Zoran Dernovšek - Franc Fifolt - Ivan File - Bojan Flajs - Robert Gradiščaj - Bojan Habjan - Žarko Henigman - Simon Hočevar - Venceslav Hvala - Zdenko Janaškovič - Dušan Jerončič - Jože Kalan - Zdenko Kikec - Boris Knez - Vojko Kotnik - Franc Krenčnik - Andrej Kutnar - Dimitrij Lokovšek - Boris Lozar - Boris Mikuš - Mitja Močnik - Jožef Nemec - Igor Ograjšek - Mihael Papler - Zlatko Perko - Stanko Pesrl - Milorad Popovič - Franc Prosen - Milan Prša - Janez Rupar - Marjan Sedej - Janez Sladič - Ljubo Smodiš - Iztok Stančič - Tomaž Strgar - Jože Šinko - Borut Škrjanc - Miha Štembergar - Bogomir Šuštar - Boris Švab - Roman Zofič - Branko Zorič - Cveto Zorko - Anton Železnik - Vladimir Žnidaršič - Miran Žnideršič

- 16. maj 1993 - Tone Bolkovič -  Radoslav Djekić - Janko Karba - Borut Kordež - Ivan Kuharič - Anton Orgolič

- 11. maj 2000 - Igor Slana

- 26. oktober 2000 - Vlado Kunčič

- 29. november 2000 - Drago Černuta - Mario Glavić
- 15. maj 2004 - Stojan Stojanovic

- 27. junij 2008 - Miloš Lisičar
- 15. maj 2010 - Darko Domajnko[1]